# Stephanocyathus nobilis
Espèce
Statut CITES
Stephanocyathus nobilis est une espèce de coraux appartenant à la famille des Caryophylliidae. Selon la base de données WoRMS, Stephanocyathus nobilis fait partie du sous-genre Stephanocyathus (Odontocyathus) Moseley, 1881.